# Fort Thüngen

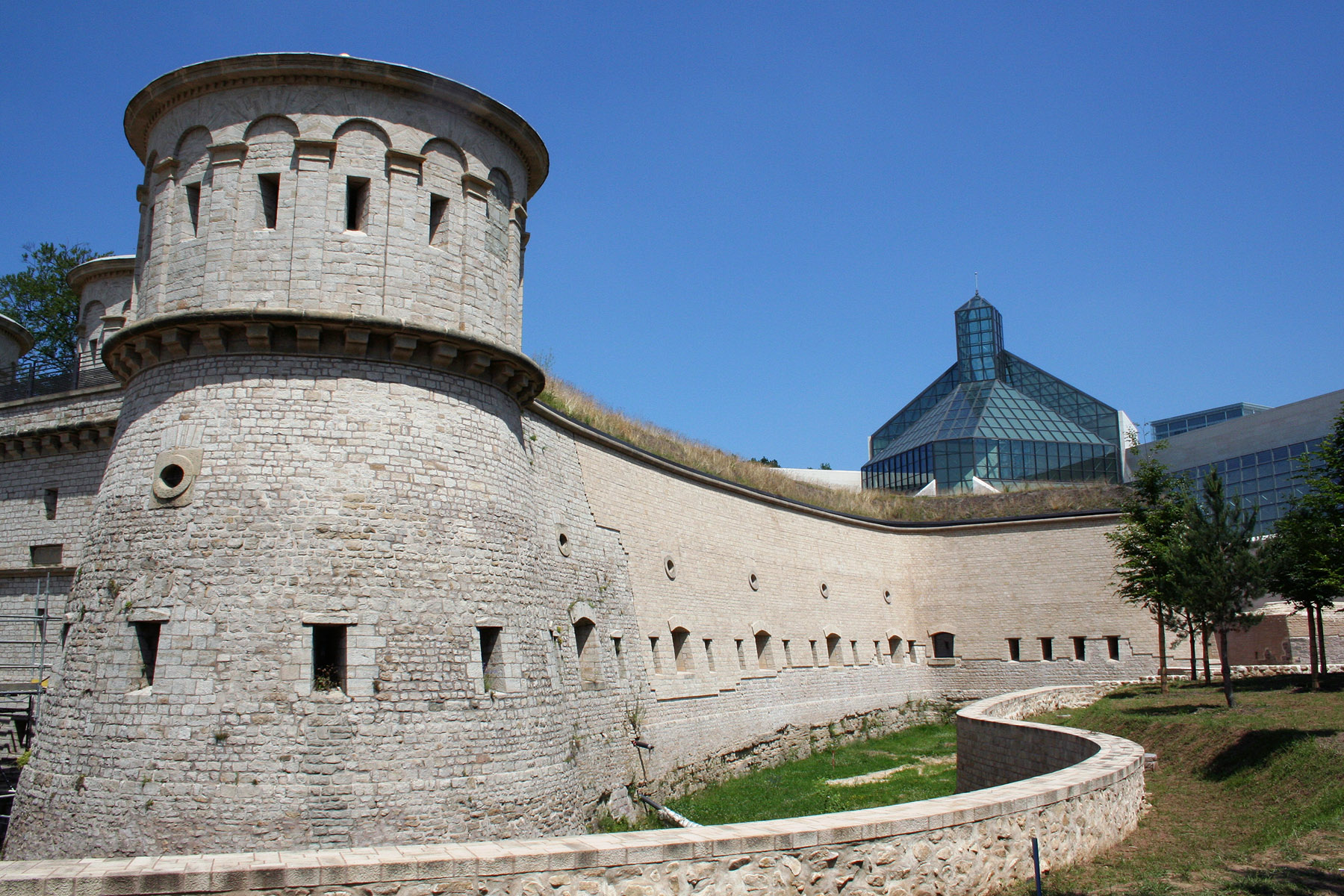
Fort Thüngen

Het Fort Thüngen is een fort met bijbehorend museum Musée Dräi Eechelen in de stad Luxemburg.
Fort Thüngen wordt vaak de Drie Eikels (Dräi Eechelen in het Luxemburgs, Trois Glands in het Frans) genoemd vanwege de eikelsymbolen die de drie ronde torens bekronen. Hoewel het eerder op een renaissancefort lijkt, werd dit bastion met zijn pijlvormige grondplan in 1732-1733 gebouwd door de Oostenrijkers en een eeuw later door de Pruisen versterkt. Na de ontmanteling van de vestingwerken van de stad in 1867 raakte het fort enigszins in de vergetelheid. Later werd men zich echter bewust van de historische en architectonische waarde. Het fort is nu gerestaureerd en doet dienst als museum voor de militaire en nationale geschiedenis, met speciale aandacht voor Vaubans bijdrage aan de versterking van Luxemburg-stad. Het fort maakt deel uit van het Circuit Vauban, een 4 km lange ronde wandelroute tussen Kirchberg en de oostzijde van de Oude Stad.